# Tungträd
Tungträd (Vernicia fordii) är en törelväxtart som först beskrevs av William Botting Hemsley, och fick sitt nu gällande namn av Airy Shaw. I den svenska databasen Dyntaxa används istället namnet Aleurites fordii. Enligt Catalogue of Life ingår Tungträd i släktet Vernicia och familjen törelväxter, men enligt Dyntaxa är tillhörigheten istället släktet tungträd (släktet) och familjen törelväxter. Arten har ej påträffats i Sverige. Inga underarter finns listade i Catalogue of Life.
Tungträdet har sitt ursprung i södra, västra och centrala Kina, där det växter naturligt på bergssluttningar i raviner.  Fröna är mycket rika på olja, som under flera tusen år har utvunnits och använts som lampolja, båtlack och lim. Tungoljan började exporteras till Europa på 1700-talet och används bland annat för behandling av utvändigt trä.

## Bildgalleri

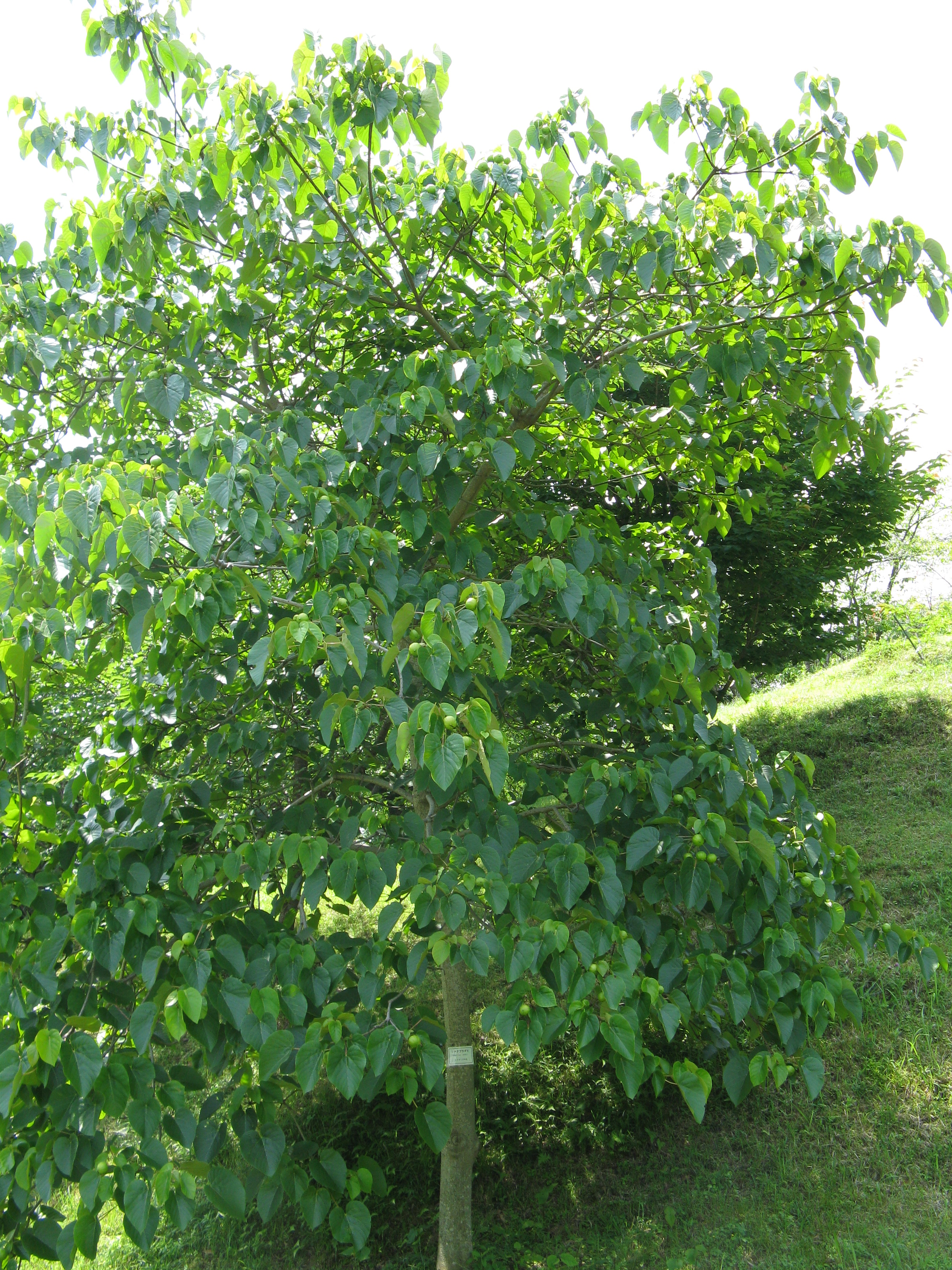
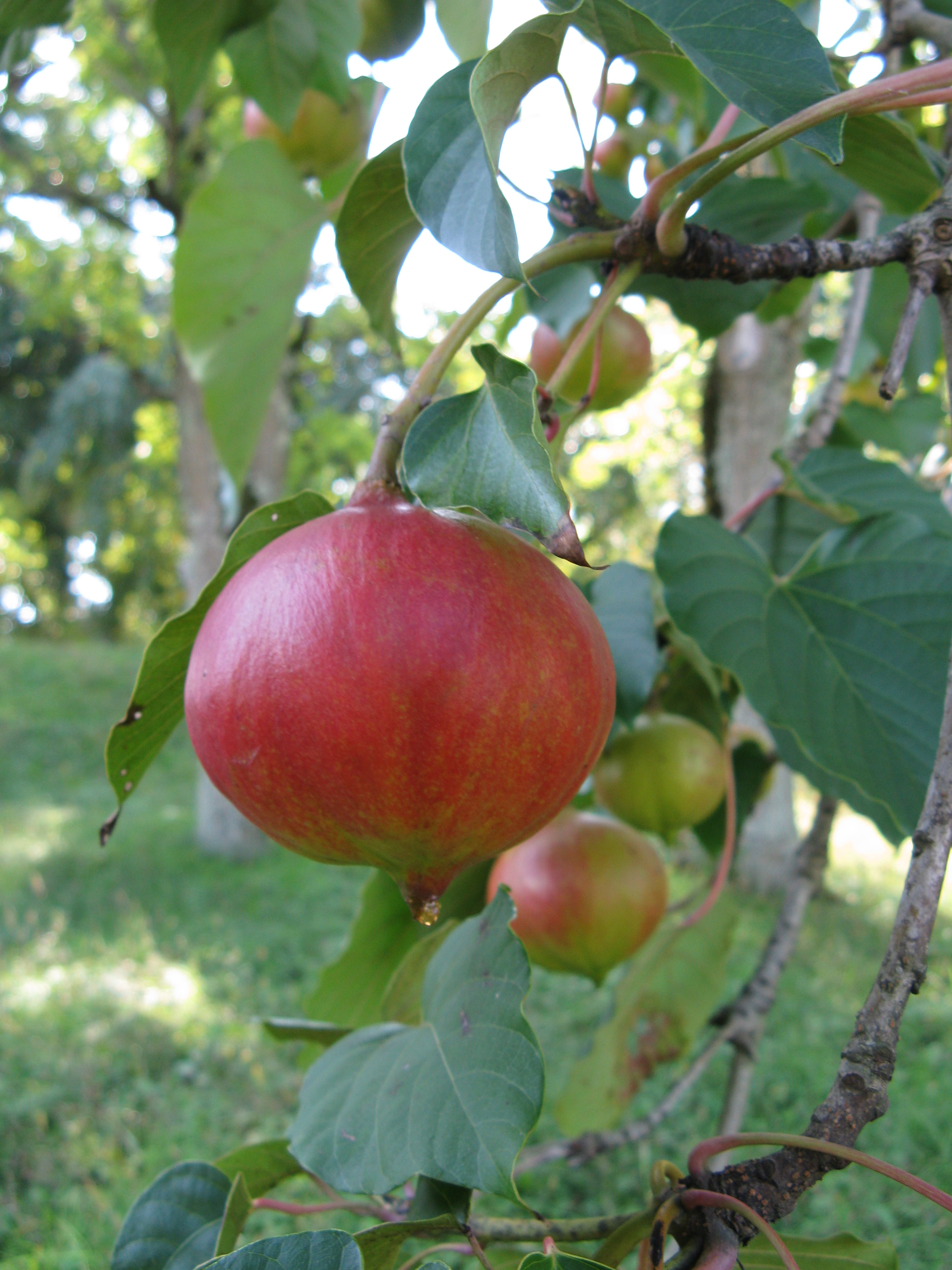
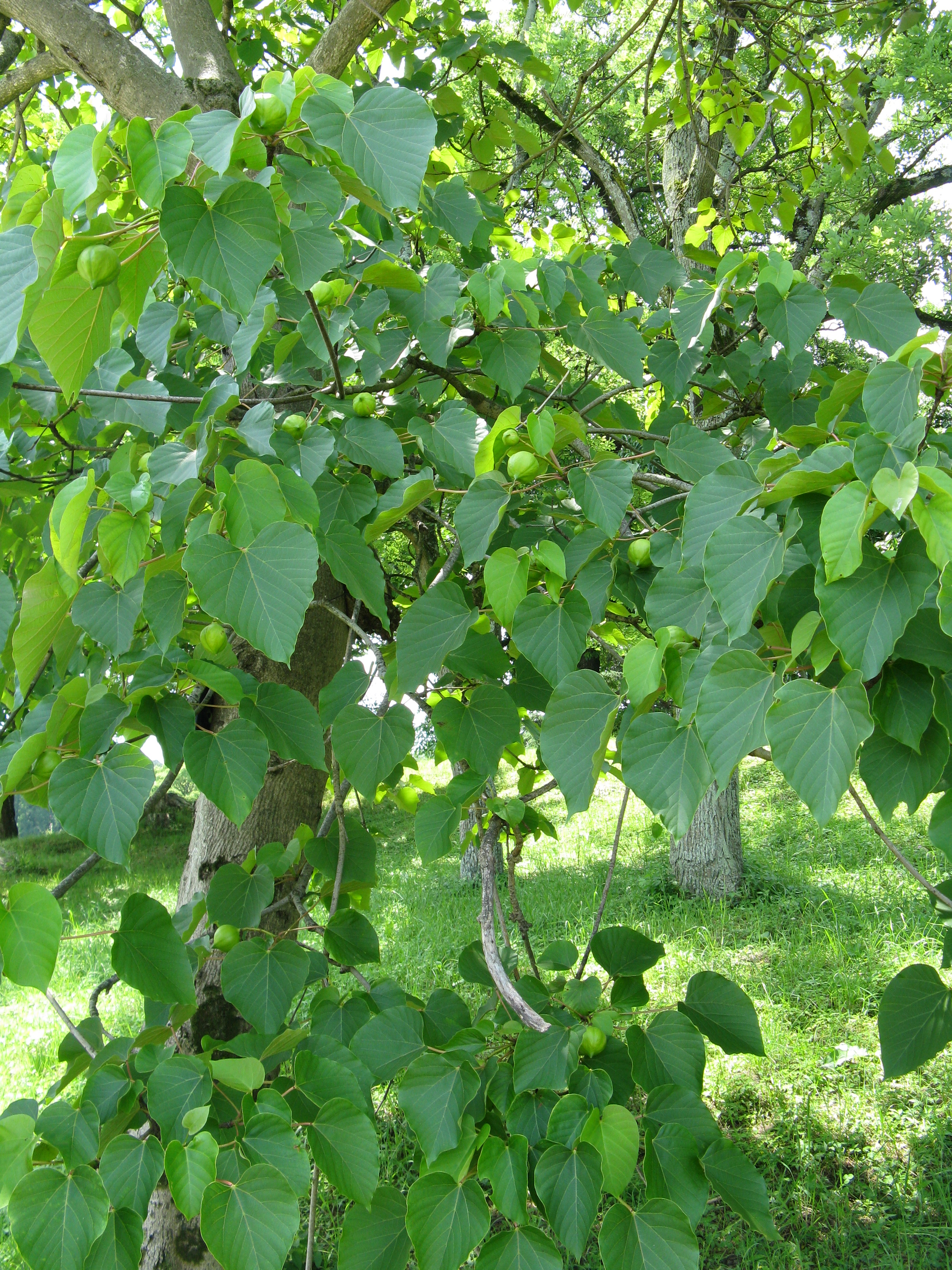
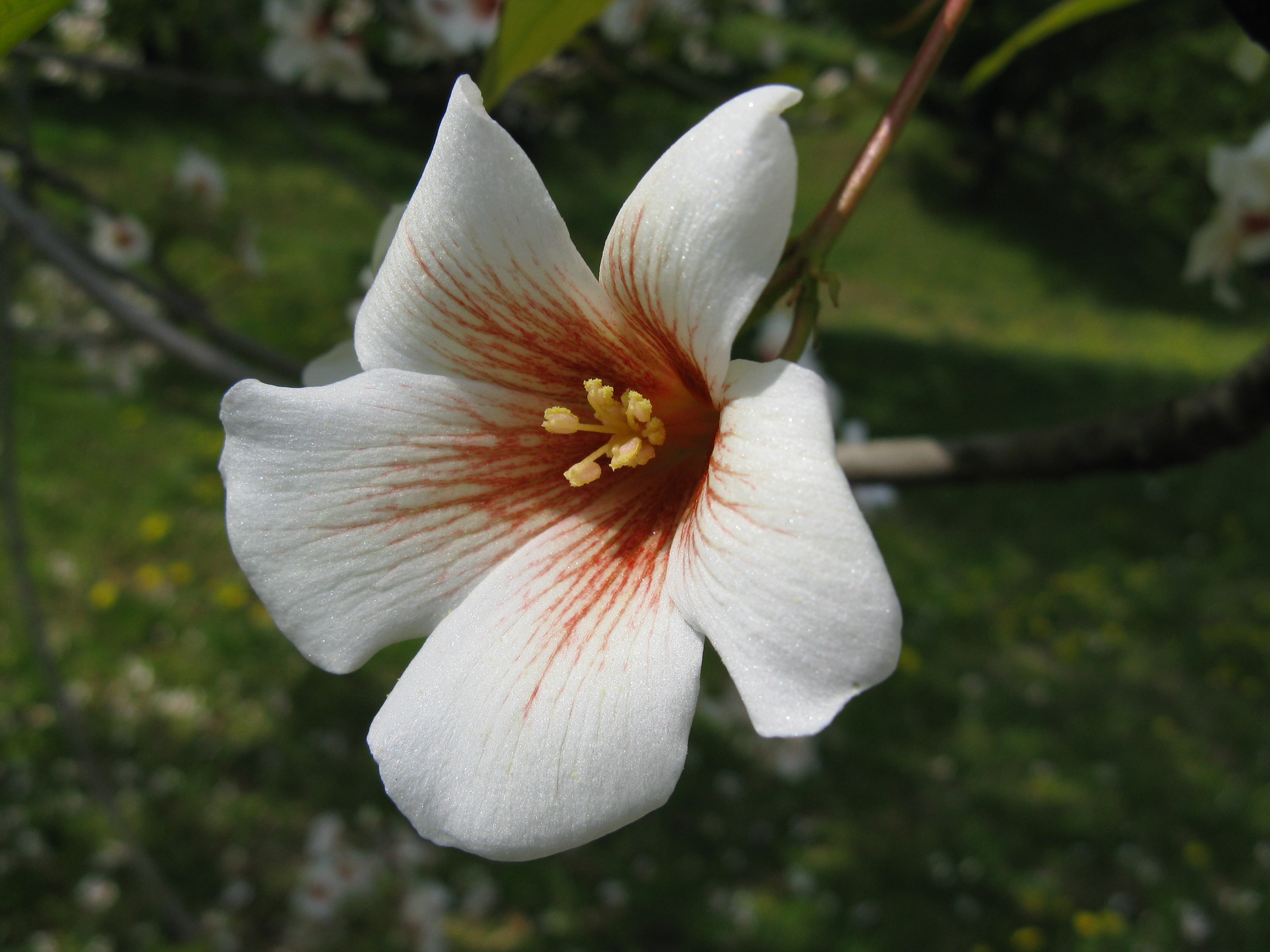
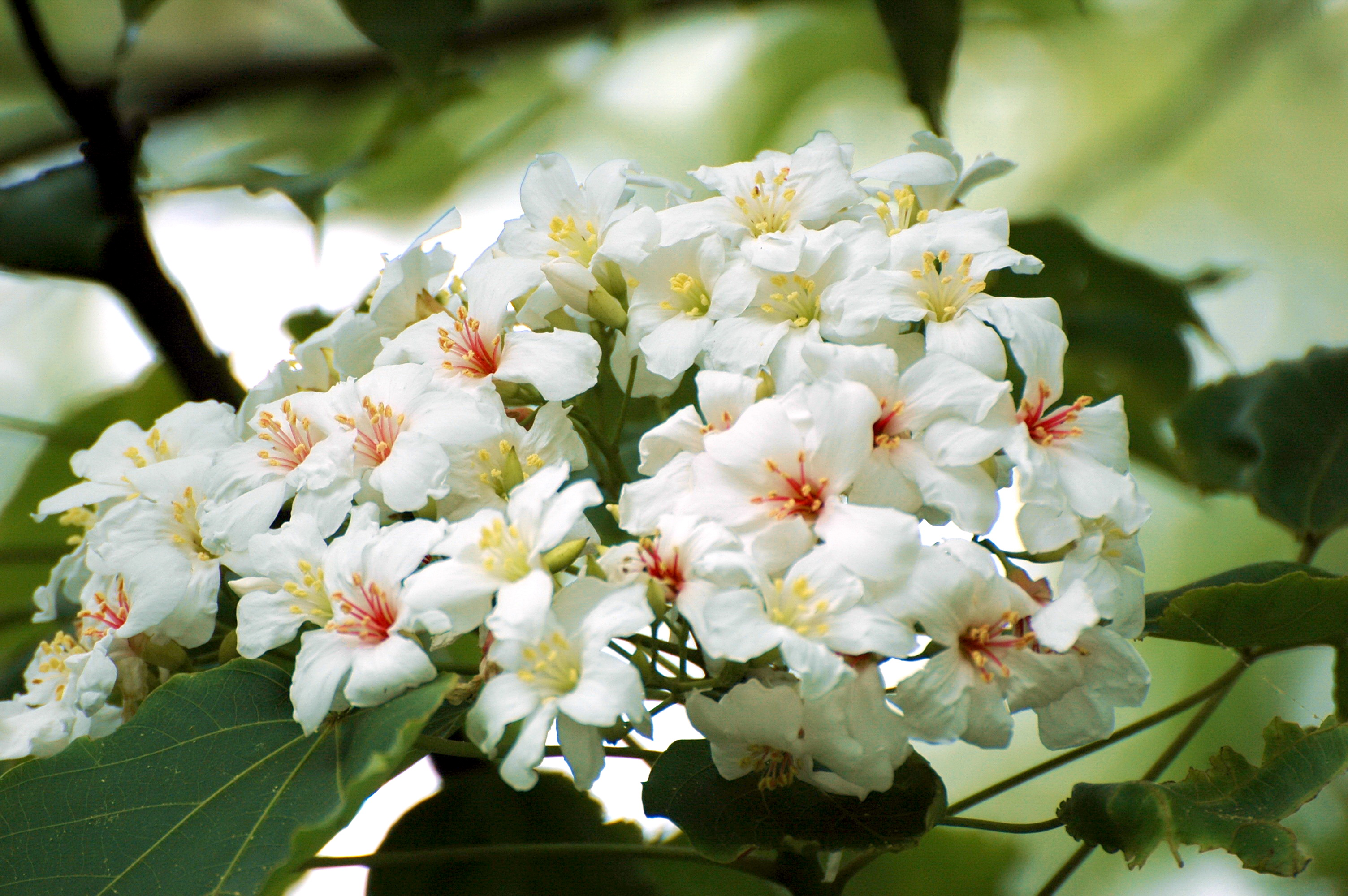